# La Pension des surdoués
Pour plus de détails, voir Fiche technique et Distribution.
La Pension des surdoués est un film français réalisé par Pierre Chevalier et sorti en 1981.

## Fiche technique
- Titre : La Pension des surdoués
- Réalisation : Pierre Chevalier (pseudonyme : Claude Plaut)[1]
- Scénario : Marius Lesœur (pseudonyme : Edmond Besnard)
- Montage : Roland Grillon
- Musique : André Bénichou et Jean-Claude Oliver
- Production : Eurociné
- Pays d’origine :  France
- Durée : 1 h 15 min
- Date de sortie : France - 8 avril 1981

## Distribution
- Charlotte Julian
- Daniel Darnault
- Isabelle Rougerie
- Nathalie Nelson
- Pascale Vital